# 早川あおい
早川 あおい（はやかわ あおい、Aoi Hayakawa）は、コンピュータゲーム『実況パワフルプロ野球』シリーズのサクセスモードに登場する架空の野球選手（女性選手）、ポジションは投手、アンダースロー、右投げ右打ち。
担当声優は青木瑠璃子（ゲーム『パワプロ2022』）。

## 登場作品
実況パワフルプロ野球2016以降では旧作キャラは原則としてサクセス内で登場せず、他のモードで登場する。 以下はサクセスモード本編のシナリオ内で登場する(またはさせることができる)作品を挙げる。
- 実況パワフルプロ野球7
- 実況パワフルプロ野球8
- 実況パワフルプロ野球9
- 実況パワフルプロ野球10
- 実況パワフルプロ野球11
- 実況パワフルプロ野球12
- 実況パワフルプロ野球13
- 実況パワフルプロ野球14
- 実況パワフルプロ野球ポータブル3
- 熱血パワプロチャンプ
- 実況パワフルプロ野球2010
- 実況パワフルプロ野球2011
- 実況パワフルプロ野球2012
- 実況パワフルプロ野球2013
- 実況パワフルプロ野球2014
- 実況パワフルプロ野球(switch)
- eBASEBALLパワフルプロ野球2022
- パワプロアプリ

パワプロシリーズの他、同社のパワプロクンポケット5（選手データのみ）、熱闘!パワフル甲子園と、コラボレーションとしてパズル＆ドラゴンズに登場した。

## 作品別紹介
実況パワフルプロ野球7/2010
千葉ロッテマリーンズにドラフト5位で入団。得意のシンカーを評価されたと思って入団するも、実際のところは「史上初の女性プロ野球選手」という集客力が狙いだった。プロ入り後、球団からは客寄せパンダ的な扱いを受け、人気が低下する頃に成績不振に陥るがシンカーを改良し独自の変化球・マリンボールを開発し復活する。
なお『パワプロ8』と『パワプロ9』は学生時代の活躍が主であり、ストーリー上の続編にあたるのは『パワプロ10』となる。
『パワプロ7』では、プロ入りの理由は家庭を顧みなかった父親（早川秀一）に復讐するためであった、後の作品ではまったく触れられていないが、『パワプロ2018』のパワフェスモードでは、同じような境遇を持つジョー・ギブソンJr.とのタッグイベントでは自分の家族の事情に言及された。
実況パワフルプロ野球8
恋恋高校出身の野球選手として史上初の女性プロ野球選手を目指す女の子として登場。自分の投げる球をシンカーと見抜いた主人公の実力を評価し一緒についていくことになる（パラレル扱いではあるが、この作品に登場したキャラが『パワプロ11』、『パワプロ13』にも登場している）。
実況パワフルプロ野球9/2011
主人公と同学年で恋恋高校に入学、主人公に誘われ野球部に入部する。本当は野球と縁を切るつもりだったが、次第にのめり込んでいく。途中、出場停止処分を受けるも、恋恋高校部員達（PS2/GC版『9』では主人公達）の活動により高校野球の試合で女性選手が出場可能となり、再び野球を始めることに。
七瀬はるかとは親友関係だったが、『パワポタ3』、『9』のリメイク版(Switch1作目のシナリオ)では恋恋高校シナリオが収録されてない関係上、設定自体がなくなった。そのため、『パワポタ3』では、高校野球出場以前の設定は「野球部のマネージャーとして入部し、3年目のルール改訂により選手として転向」に変更された。
ドラフト5位で千葉ロッテマリーンズに指名される。この後のエピソードが『パワプロ7』（『パワプロ2010』）である。
実況パワフルプロ野球10
ロッテからキャットハンズに移籍。中継ぎ投手として活躍する。後輩の橘みずきとの不和、和解を通じて成長していく。ちなみにキャットハンズのチームメイトとしてプレイするのはこの作品が唯一である。
実況パワフルプロ野球11
友沢等が高校でプロ入りしなかった場合のパラレル。野球を始める女の子が増えた、また体力的にもそろそろ限界ということで現役を引退。パワフル大学の評判が「普通」以上になった場合、野球部の監督として就任する。
実況パワフルプロ野球12
『パワプロ11』の延長上の歴史に存在するパラレル。神童裕次郎が全財産を投資した野球アカデミーに誘われ、新たに指導者としての道を歩み始める。また霧尾悟に告白されたことがある。
実況パワフルプロ野球13
『パワプロ7』と『パワプロ10』の間が舞台であるため現役選手。千葉ロッテマリーンズ所属で途中からキャットハンズに移籍。河原で練習している際主人公と会い、共に練習するようになる。決定版では日本代表の投手コーチを務めている。
実況パワフルプロ野球14
友沢、みずきが高卒プロ入りのため時間軸的に『パワプロ10』の後に位置する。5年前（『パワプロ10』の終了1年後）に既に引退している。(11はパラレルであるが、同じような流れで引退したと思われる。)引退後はちょくちょくみずきの試合を観戦していた模様。『パワプロ9』に登場した親友の七瀬はるかとはまだ親交があるらしい。またそのとき彼（旧主人公?）と母校見学に行く描写があった。
熱血パワプロチャンプ
おてんばピンキーズ所属の少女投手として登場。この頃から既にシンカーが得意だった。
熱闘!パワフル甲子園
激闘サバイバルのハッスルモード第一章のボス、恋恋高校のエースとして登場。キューティー・サブマリンという異名を持つ。彼女の代名詞であった特殊能力「短気」は今回は持っていない。
実況パワフルプロ野球2012
今作以降は主人公と同じ歳になる。
主人公と同学年で満通万教育大学に入学。新しく監督になった気合充実によってマネージャーにさせられるが、野球がしたい気持ちは残っていたため、親友の七瀬はるかによって野球マン1号となり、野球部の危機を救った。悪のコーチ軍団を倒した後は選手として復帰した。
実況パワフルプロ野球2013
主人公と同学年で駈杜高校に入学する。甲子園を目指し男子たちに負けまいと、一生懸命がんばっている。校則であるテンテンの教えに一見きちんと従っている。
実況パワフルプロ野球(switch)
『9』のイベントを移植しており、ほぼ同様の設定で登場。恋々高校の対戦相手として登場する。
パズル＆ドラゴンズ
『パワプロアプリ』コラボでは、クエスト「vsパワプロ高校」の第1バトルの相手として登場。また、モンスター（プレイヤーの使用可能キャラ）として登場している。

## 人物紹介
- 時系列的には、9→7→（2010）→13→10→14。* もしくは、9→7→（2010）→13→11→12。
- 恋恋高校に入学→千葉ロッテマリーンズに入団→キャットハンズに移籍。パワフル大学野球部の監督に就任し、野球アカデミーで指導者に転向する。
  - なお、（初登場当時）千葉ロッテマリーンズに在籍する早川健一郎との兼ね合いにより、プロ時期の登録名は「あおい」になる（パワポタ3など一部作品除く、アマ時の登録名は通常通り「早川」）。
- 髪の色は黄緑である。
- 元気のいいおさげとシンカーを強化したマリンボールがトレードマーク。2012から投げたボールから水しぶきが現れるエフェクトが追加された。
- 性格はかなり男勝りである。一人称はボク。
- 反面、些細なことで落ち込みやすく、女の子らしい振る舞いにあこがれる一面も持つ。
- 料理は下手の横好きだったが、練習を重ねたのか、引退後には（見た目こそよくないが）美味と評されるまでになった。
- 女だからという理由で特別扱いされることを激しく嫌う。怒るとものすごく怖く、グーパンチがとんでくるとか（開発者談）。
- 後輩、もしくは教え子である橘みずきには強く慕われており、やや困り気味な様子。
- 『パワプロ8』以降は『全国の野球を志す少女に希望を与えること』を目標とするようになる。
- 試合時にはおさげ、監督時にはロング、指導時にはアップと髪型がよく変わる。
- 高校・プロ時代は、諸々の事情のためかツンケンしたイメージが強かったが、引退後はだいぶ丸くなった模様。
- みずき以外のレギュラーキャラとの交流が描かれることが少ないが、『パワプロ13』で、少年野球チームおてんばピンキーズに所属していた頃、猪狩守、阿畑やすし、友沢亮、及び主人公（同世代）と共に、当時高校生だった神童裕二郎からコーチを受けていたという設定が追加された。
- 毎回、特殊能力として短気がある。『パワプロ8』、『パワプロ12』限定だが、短気発動中は最高球速が135km/h（12では139km/h）から155km/hになり、短気発動中の対戦打者数に比例して長打力が上がる。（パワーA）短気発動中の対戦人数によっては豪腕豪打の選手に変貌してしまう。
- 『パワプロ2010』で身長167cmと判明。
- 『パワプロ2011』では、矢部明雄から「（キュッキュッボンの）丸底フラスコ体型」と評される。
  - その後も『パワプロ2013』や『パワプロアプリ』で「三角フラスコ」と体型を揶揄されている。
- 『パワフルプロ野球2024-2025』では彼女の遠縁の親戚であるアオ(早川碧)が登場している。
- パワプロクンポケットシリーズではサクセス選手用のキャラグラフィックとして登場している。